# Kiiu
Kiiu – miasteczko w Estonii, w prowinji Harju, w gminie Kuusalu.